# Zoológico nacional de Malasia
El Zoológico nacional de Malasia (en malayo: Zoo Negara Malaysia) es un zoológico ubicado en Malasia que ocupa unas 45 hectáreas de tierra en Ulu Klang, cerca de Taman Melawati, en el noreste de la ciudad de Kuala Lumpur. Fue inaugurado oficialmente el 14 de noviembre de 1963. El parque es administrado por una organización no gubernamental conocida como la Sociedad Zoológica de Malasia. Para su financiación, el zoológico Negara se basa en fondos propios y se apoya con donantes y patrocinadores.
El Zoológico Negara es el hogar de 5137 animales de 459 especies diferentes. Con los años, el zoológico se ha transformado en un parque zoológico de concepto abierto con más del 90 % de los animales mantenidos en exposiciones amplias con su propio paisaje natural.